# Шинон (округ)
Округ Шинон (фр. Arrondissement de Chinon) — округ у Франції, в департаменті Ендр і Луара. 2023 року округ об'єднував 106 муніципалітетів, населення становило 103 488 осіб.
Адміністративний центр (супрефектура) — Шинон.

## Муніципалітети
Список муніципалітетів округу та їхні коди INSEE:
1. Авон-ле-Рош (37012)
2. Аврильє-ле-Понсо (37013)
3. Авуан (37011)
4. Амбію (37002)
5. Антоньї-ле-Тіяк (37005)
6. Анше (37004)
7. Ассе (37007)
8. Бене (37024)
9. Бомон-ан-Верон (37022)
10. Бомон-Луесто (37021)
11. Браслу (37034)
12. Бре-су-Фе (37035)
13. Бре-сюр-Мольн (37036)
14. Бреш (37037)
15. Бризе (37040)
16. Бургей (37031)
17. Бюей-ан-Турен (37041)
18. Верней-ле-Шато (37268)
19. Вільбур (37274)
20. Вільє-о-Буен (37279)
21. Епеньє-сюр-Дем (37101)
22. Жизе (37112)
23. Жольне (37121)
24. Канд-Сен-Мартен (37042)
25. Клере-ле-Пен (37081)
26. Контенвуар (37082)
27. Кото-сюр-Луар (37232)
28. Краван-ле-Кото (37089)
29. Криссе-сюр-Манс (37090)
30. Крузій (37093)
31. Куем (37084)
32. Кузьє (37088)
33. Куркуе (37087)
34. Курсель-де-Турен (37086)
35. Ла-Рош-Клермо (37202)
36. Ла-Тур-Сен-Желен (37260)
37. Ла-Шапель-сюр-Луар (37058)
38. Ланже (37123)
39. Лемере (37125)
40. Лерне (37126)
41. Лігре (37129)
42. Л'Іль-Бушар (37119)
43. Любле (37137)
44. Люзе (37140)
45. Має (37142)
46. Мазьєр-де-Турен (37150)
47. Мариньї-Марманд (37148)
48. Марре (37149)
49. Марсе (37144)
50. Марсії-сюр-Мольн (37146)
51. Марсії-сюр-В'єнн (37147)
52. Неві-ле-Руа (37170)
53. Неє-Пон-П'єрр (37167)
54. Ней (37165)
55. Нуатр (37174)
56. Нуаян-де-Турен (37176)
57. Омм (37117)
58. Панзу (37178)
59. Парсе-сюр-В'єнн (37180)
60. Перне (37182)
61. Пор (37187)
62. Пузе (37188)
63. Пюссіньї (37190)
64. Разін (37191)
65. Рестіньє (37193)
66. Рив'єр (37201)
67. Ришельє (37196)
68. Ріє (37198)
69. Рії-сюр-В'єнн (37199)
70. Рузьє-де-Турен (37204)
71. Савіньє-сюр-Латан (37241)
72. Савіньї-ан-Верон (37242)
73. Сазії (37244)
74. Самблансе (37245)
75. Сеї (37248)
76. Сен-Бенуа-ла-Форе (37210)
77. Сен-Жермен-сюр-В'єнн (37220)
78. Сен-Кристоф-сюр-ле-Не (37213)
79. Сен-Лоран-де-Лен (37223)
80. Сен-Мар-ла-Піль (37077)
81. Сен-Нікола-де-Бургей (37228)
82. Сен-Патерн-Ракан (37231)
83. Сен-Рош (37237)
84. Сент-Антуан-дю-Роше (37206)
85. Сент-Епен (37216)
86. Сент-Мор-де-Турен (37226)
87. Сент-Обен-ле-Депен (37207)
88. Серель (37047)
89. Сіне (37076)
90. Сонзе (37249)
91. Сувіньє (37251)
92. Таван (37255)
93. Теней (37256)
94. Тізе (37258)
95. Трог (37262)
96. Фе-ла-Вінез (37105)
97. Шавень (37065)
98. Шампіньї-сюр-Вед (37051)
99. Шанне-сюр-Латан (37055)
100. Шарантії (37059)
101. Шато-ла-Вальєр (37062)
102. Шезель (37071)
103. Шеміє-сюр-Дем (37068)
104. Шинон (37072)
105. Шузе-сюр-Луар (37074)
106. Юїм (37118)